# Kyle Murphy
Kyle Murphy, nascido a 5 de outubro de 1991, é um ciclista estadounidense. Estreiou como profissional em 2015 com a equipa Lupus Racing Team e foi estagiário ao final da temporada do conjunto Caja Rural-Seguros RGA. Para a temporada de 2016 alinhou pelo conjunto Team Jamis.

## Palmarés
2021
- 3º no Campeonato de Estados Unidos em Estrada
- 1 etapa da Volta a Portugal

## Equipas
- Lupus Racing Team (01.01.2015-31.07.2015)
- Caja Rural-Seguros RGA (stagiaire) (01.08.2015-31.12.2015)
- Team Jamis (2016)
- Cylance Cycling (2017)
- Rally (2018-)
  - Rally Cycling (2018)
  - Rally UHC Cycling (2019)